# Volkssternwarte Prenzlau

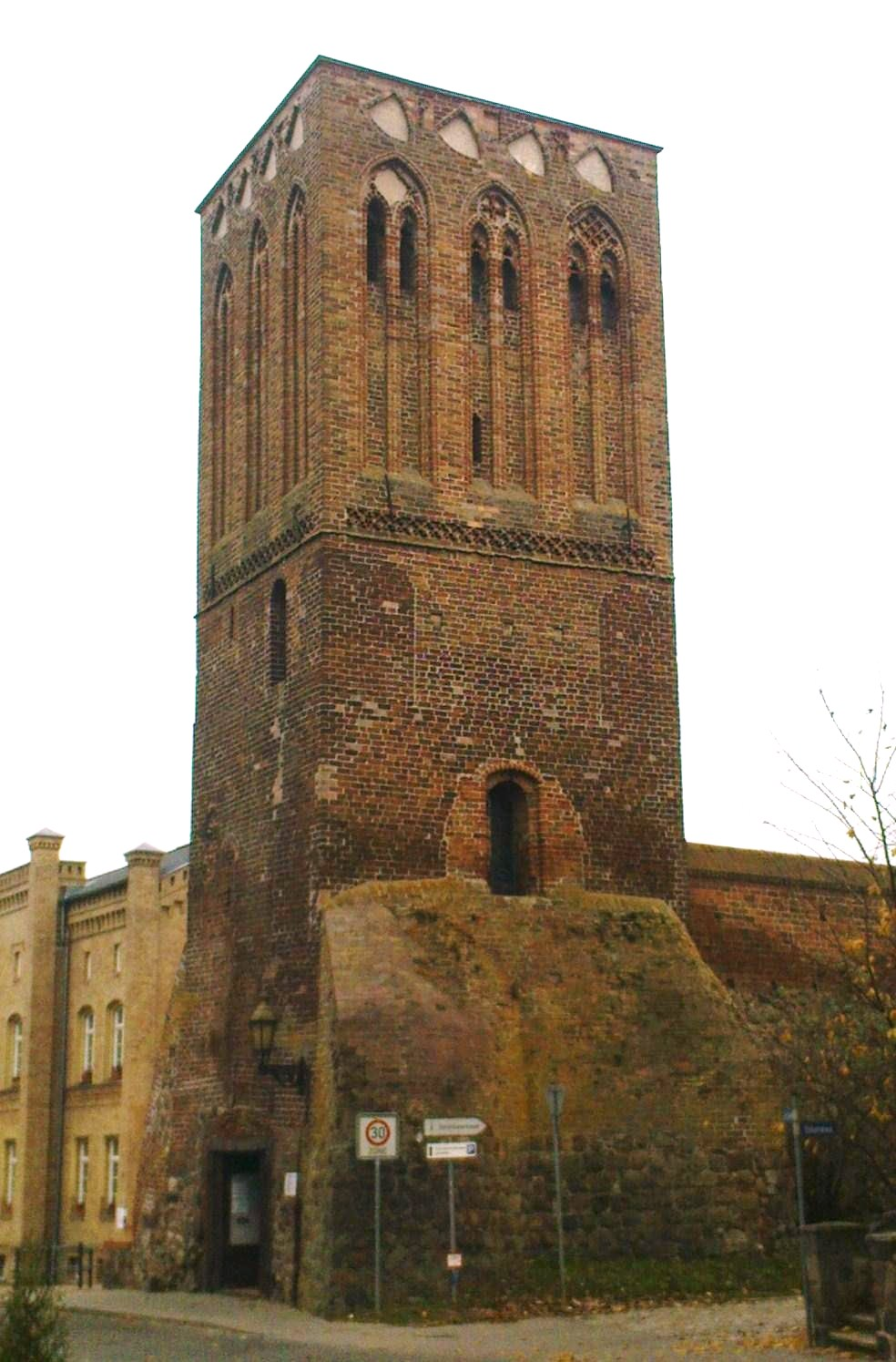
Turm der Stadtmauer mit Sternwarte

Die Volkssternwarte Prenzlau wurde am 22. April 1962 eröffnet. Sie wurde  in Prenzlau auf dem teilweise um 1300 gebauten Steintorturm, auch Schwedter Torturm genannt, erbaut.

## Geschichte
Die Volkssternwarte entstand auf Initiative von Fritz Zingelmann, der auch die astronomischen Geräte zum Großteil selber baute. Die Sternwarte wurde insbesondere von Schulen genutzt. Auch gab es eine eigene astronomische Jugendgruppe. Im Jahr 1971 besuchten 4400 Menschen die Sternwarte. Sie ist heute nicht mehr aktiv.
Vor dem Bau der Sternwarte hatte eine kleine Fachgruppe Astronomie im Hof von Fritz Zingelmann, der die Gruppe leitete, Beobachtungen durchgeführt.
Die Instrumente mussten für jede Beobachtung aus einem Schutzhaus auf fahrbaren Stativen herausgefahren werden.
Viele Optiken wie z. B. ein Newton-Spiegel 310/2000 mit parallaktischer Montierung und elektrischem Antrieb, dessen 120- und 140-mm-Spiegel selbst geschliffen worden waren, standen zur Verfügung.
Des Weiteren entstand in Eigenbau von Fritz Zingelmann ein Tellurium zur Veranschaulichung der Planeten und Monde im Sonnensystem.